# WKM Warszawa
WKM Warszawa – polski klub żużlowy z Warszawy.
W rozgrywkach ligowych brał udział w latach 2002–2003.

## Historia
Klub został powołany przed sezonem 2002, bazując na fundamentach Warszawskiego Towarzystwa Żużlowego. Wystartował w lidze w latach 2002–2003.
Na początku 2007 roku powstało Warszawskie Towarzystwo Speedwaya, którego celem jest odbudowanie drużyny żużlowej w stolicy Polski.

## Sezony
| Sezon | Rozgrywki ligowe | Rozgrywki ligowe | Rozgrywki ligowe | Uwagi                          |
| Sezon | Liga             | Liga             | Miejsce          | Uwagi                          |
| ----- | ---------------- | ---------------- | ---------------- | ------------------------------ |
| 2002  | III              | II liga          | 2/7              | Wygrane baraże o awans         |
| 2003  | II               | I liga           | 8/8              | Klub się wycofał po 14 kolejce |

| Poziom ligowy | Liczba sezonów | Sezony |
| ------------- | -------------- | ------ |
| II            | 1              | 2003   |
| III           | 1              | 2002   |